# Фёдоров, Дмитрий Сергеевич
 Дмитрий Сергеевич Фёдоров  (27 января (8 февраля) 1855 — 18 июня (1 июля) 1908) — волынский и киевский вице-губернатор, действительный статский советник, камергер.

## Биография
Происходил из дворян Московской губернии. Сын действительного статского советника Сергея Петровича Фёдорова и Екатерины Александровны (урожд. Быковой).
Воспитывался в школе, 4 августа 1875 года произведён корнетом в Кавалергардский полк. В 1879 году произведён в поручики, в 1885 году в штабс-ротмистры. С 16 мая 1879 года по 5 мая 1885 года был полковым казначеем. С 19 марта 1882 года по 5 мая 1885 года был полковым квартирмейстером.
9 мая 1885 года назначен для особых поручений к Восточно-Сибирскому генерал-губернатору, с зачислением по армейской кавалерии ротмистром.
В 1889 году переименован в надворные советники и назначен чиновником особых поручений при Киевском генерал-губернаторе А. П. Игнатьеве. В 1890 году пожалован камер-юнкером.
9 октября 1891 года назначен на должность Волынского вице-губернатора.
В 1894 году пожалован камергером и избран почётным гражданином Житомира (в то время — губернского города Волынской губернии). Состоял попечителем Волынской духовной семинарии.

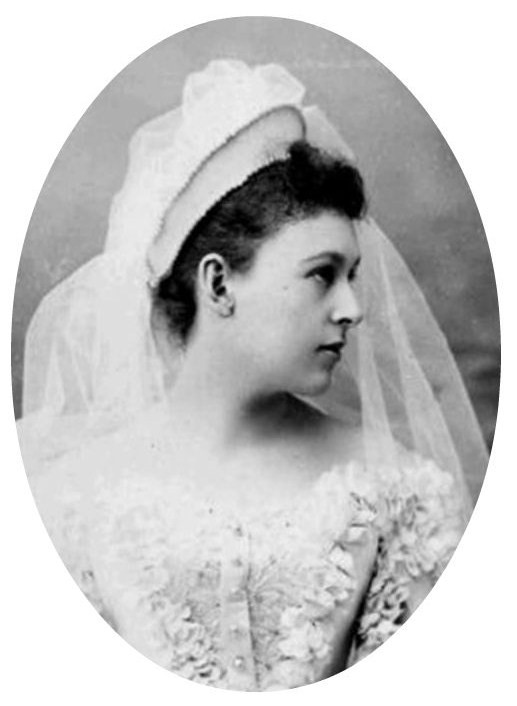
Вторая жена, Леонилла Эммануиловна

24 февраля 1894 года перемещён на должность Киевского вице-губернатора. 28 марта 1896 года оставил этот пост и причислен к Министерству внутренних дел.
Умер 18 июня (1 июля) 1908 года в чине статского советника. В завещании оставил Киевскому городскому музею, почётным членом которого он состоял, сорок четыре предмета из своей коллекции редкостей и старинных вещей. Похоронен в с. Колпытов (ныне Владимирского района Волынской области) в церкви, построенной на его средства в 1900 году.

## Семья
Первым браком с 1882 года был женат на дочери известного библиографа статс-секретаря Михаила Николаевича Лонгинова Елене Михайловне (разведены) и от неё имел сына Михаила (1883—1884).
Вторым браком с 1895 года был женат на княжне Леонилле Эммануиловне Мещерской (1871—1967), племяннице княгини Е. М. Юрьевской, дочери её младшей сестры (разведены в 1897 году). Во втором браке с 1898 года за Рихардом Адольфом фон Гернетом (1863—1967).